# Ottagono Abbandonato
L'Ottagono Abbandonato (originariamente Ottagono Campana) è un'isola della Laguna Veneta e una dei quattro ottagoni. È situato tra l'isola di Poveglia e gli Alberoni e misura 0,25 ha. Appartiene al demanio dello Stato.

## Storia
Inserito nel sistema di fortificazioni che la Repubblica di Venezia realizzò contro la minaccia turca, questo ottagono aveva il compito, assieme all'Ottagono Alberoni e all'Ottagono Poveglia di sbarrare le navi nemiche che riuscivano a penetrare in laguna attraverso il porto di Malamocco.
Scavi e carottaggi condotti dal CNR hanno rinvenuto nei suoi pressi resti di vasellame, anfore e simili risalenti all'età romana. Calcolando che allora il litorale si allargava sino a questa zona, è stato ipotizzato che accanto all'ottagono sorgesse un antico porto citato da Strabone, posto lungo il tratto finale del Medoacus (l'attuale Brenta).
Oggi l'isola è ridotta a metà dall'erosione e il forte è di conseguenza in grave decadenza.